# 羌瘣
羌瘣（？—？），中国秦代武将，生活在秦王政时代。

## 生平
前229年（秦王政18年），羌瘣伐趙。前228年（秦王政19年），随王翦攻趙，在東陽俘获趙王遷，灭趙。攻燕国时駐屯中山。

## 史料
- 《史記·秦始皇本纪》（司馬遷）：十八年，大兴兵攻赵，王翦将上地，下井陉，端和将河内，羌瘣伐赵，端和围邯郸城。十九年，王翦、羌瘣尽定取赵地东阳，得赵王。引兵欲攻燕，屯中山。

## 相關作品
漫畫家原泰久漫畫作品《王者天下》中的主角群之一。